# Selce
Selce es un municipio del distrito de Banská Bystrica en la región de Banská Bystrica, Eslovaquia, con una población estimada a final del año 2024 de 2100 habitantes.
Se encuentra ubicado en la zona centro-norte de la región, cerca del río Hron —un afluente izquierdo del Danubio— y de la frontera con la región de Žilina.

## Demografía
| Año        | 1994 | 2004    | 2014    | 2024    |
| ---------- | ---- | ------- | ------- | ------- |
| Población  | 1987 | 2049    | 2161    | 2100    |
| Diferencia |      | +3,12 % | +5,46 % | −2,82 % |

| Año        | 2023 | 2024    |
| ---------- | ---- | ------- |
| Población  | 2117 | 2100    |
| Diferencia |      | −0,80 % |